# Fairy Tale High
"Fairy Tale High" es una canción del álbum Once Upon a Time de la cantante Donna Summer, y lanzada como sencillo en Alemania bajo el sello Atlantic.
Once Upon a Time es un álbum conceptual que relata una versión moderna de la Cenicienta, y "Fairy Tale High" habla del cuento de hadas que vive su protagonista. 
El sencillo anterior fue "Once Upon a Time", lanzado el mismo año en Francia, mientras que el siguiente fue "Rumour Has It", el cuarto y último sencillo del álbum lanzado en 1978.

## Sencillo
- sencillo 7" (Alemania) (1977) Atlantic – ATL 11 057[2]

A "Fairy Tale High" - 3:59
B "I Love You" - 3:17

## En conciertos
A pesar de no haber tenido una difusión mayor por Europa y Norteamérica, Summer interpretó la canción en algunos conciertos en vivo, entre ellos:
- Once Upon a Time Tour (1977-1978)
- Bad Girls Tour (1979)

Además, uno de estos conciertos fue grabado para ser lanzado como álbum en 1978, titulado Live and More. El primer lado del álbum incluye varias canciones del álbum Once Upon a Time, entre ellas "Fairy Tale High", "Once Upon a Time" y "I Love You".